# Ik zou wel eens willen weten
Ik zou wel eens willen weten is een Nederlands lied van de Nederlandse zanger en pianist Jules de Corte. Het werd in 1957 als single uitgegeven, gezongen door De Corte die zichzelf op piano begeleidde. 
Het lied gaat over de zin van het leven en wordt bezongen vanuit een christelijke levensovertuiging. De Corte stelt vier vragen over de wereld ('Waarom') en geeft een aantal mogelijke antwoorden. Maar aan het eind van ieder couplet wordt het laatste antwoord, dat het best past binnen het christelijk denken, uiteindelijk ook bevestigd ('Daarom...')
Het is een van de bekendste liederen van De Corte. De titel werd later meerdere malen gebruikt, onder meer voor een pastorale rubriek over levens- en geloofsvragen in  het EO-radioprogramma De Muzikale Fruitmand.
In 1969 kwam de Nederlandse cabaratier Frans Halsema met de single Zeg Jules, waarin hij op natuurwetenschappelijke wijze antwoord gaf op de door De Corte gestelde vragen. De tekst van Zeg Jules werd geschreven door Michel van der Plas.

## NPO Radio 2 Top 2000
| Nummer met noteringen in de NPO Radio 2 Top 2000 | '99  | '00  | '01  | '02  | '03  |
| ------------------------------------------------ | ---- | ---- | ---- | ---- | ---- |
| Ik zou weleens willen weten                      | 1164 | 1558 | 1844 | 1898 | 1335 |

1. ↑  Een vetgedrukt getal geeft de hoogste notering aan.
2. ↑  Deze tabel is bijgewerkt tot en met de laatste editie (2024).